# Ácido tiobenzoico
El ácido tiobenzoico es un compuesto organosulfurado con fórmula molecular C7H6OS. Es un ácido tiocarboxílico con un pKa cercano a 2,5, casi 100 veces más ácido que el ácido benzoico. Su base conjugada es el tiobenzoato C6H5COS−.